# Prunus persica var. platycarpa
Prunus persica var.  platycarpa, más conocida como paraguayo (en España) o durazno japonés (en Argentina), es una especie del género Prunus, con una fruta semejante al melocotón pero con forma aplastada, procedente de una mutación del melocotonero.
El paraguayo es el resultado de una mutación originada en China e introducida en Estados Unidos en 1869. Se cultiva principalmente en regiones templadas y tiene unas exigencias de suelo y cultivo similares a las del melocotonero y la nectarina.
Existen diferentes variedades de paraguayo: de pulpa blanca, con o sin vetas verdosas o rojizas, y de pulpa amarilla, total o parcialmente desprendida de la semilla.

## Galería

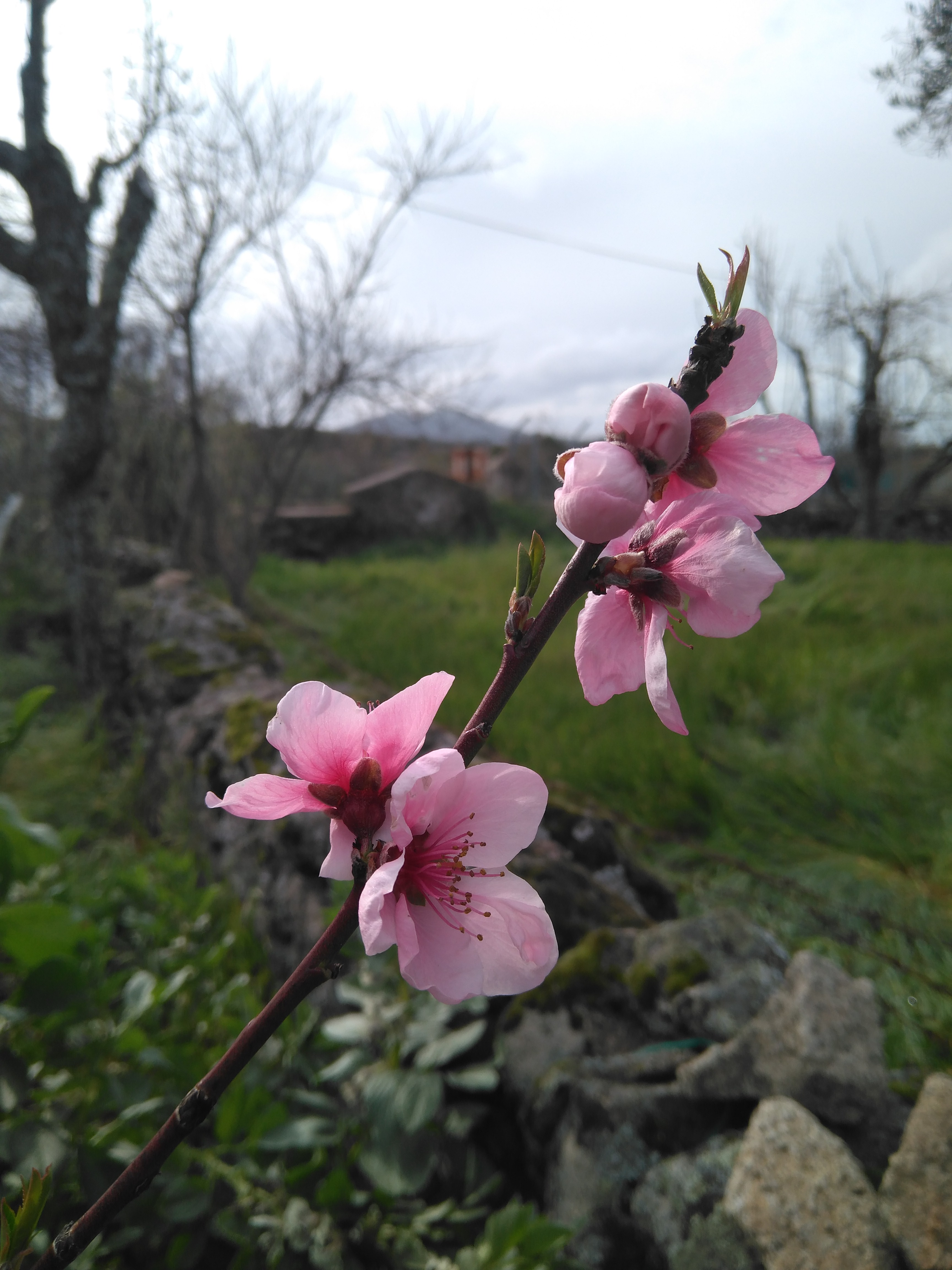
Flor de paraguayo
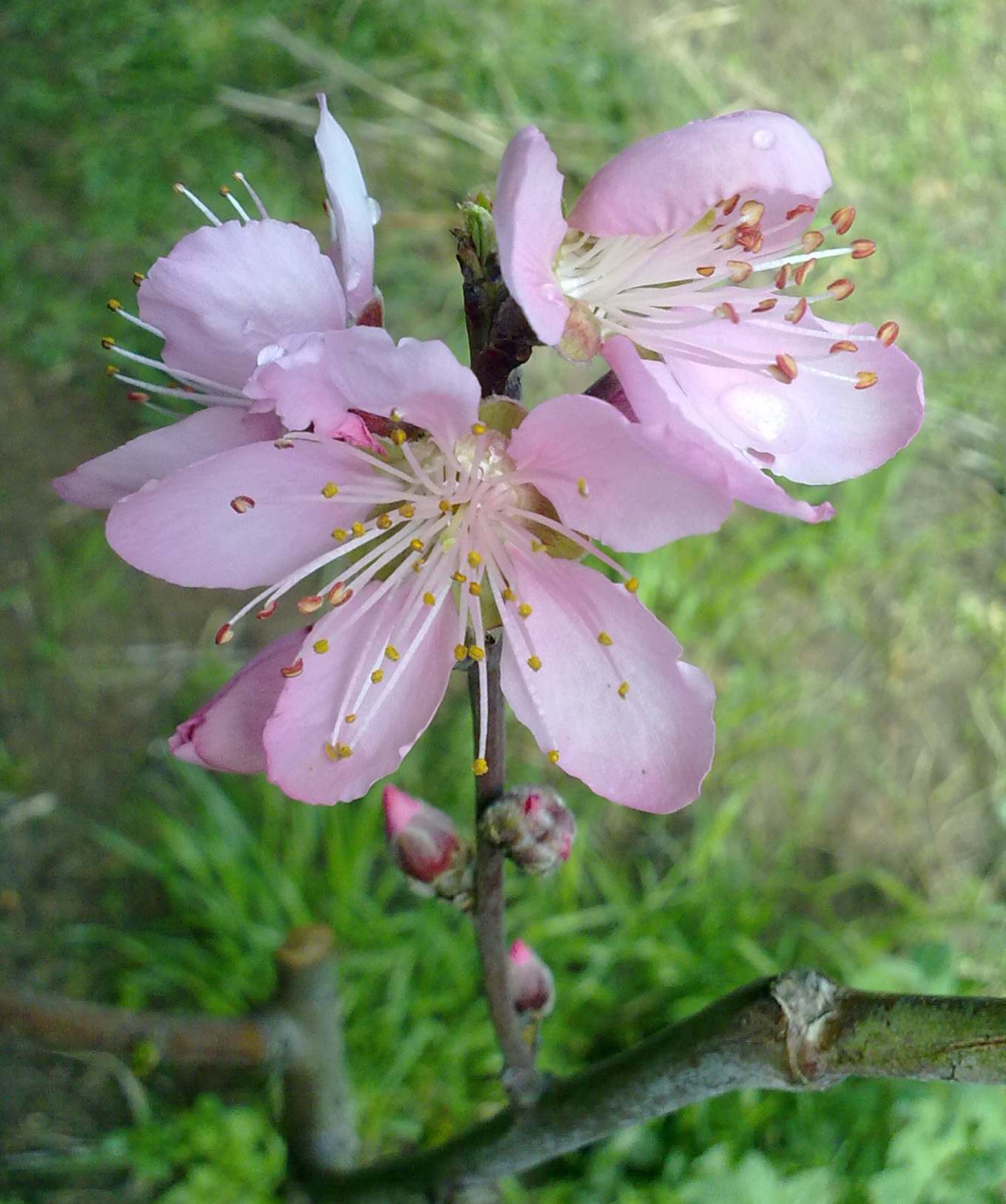
Flores del paraguayo
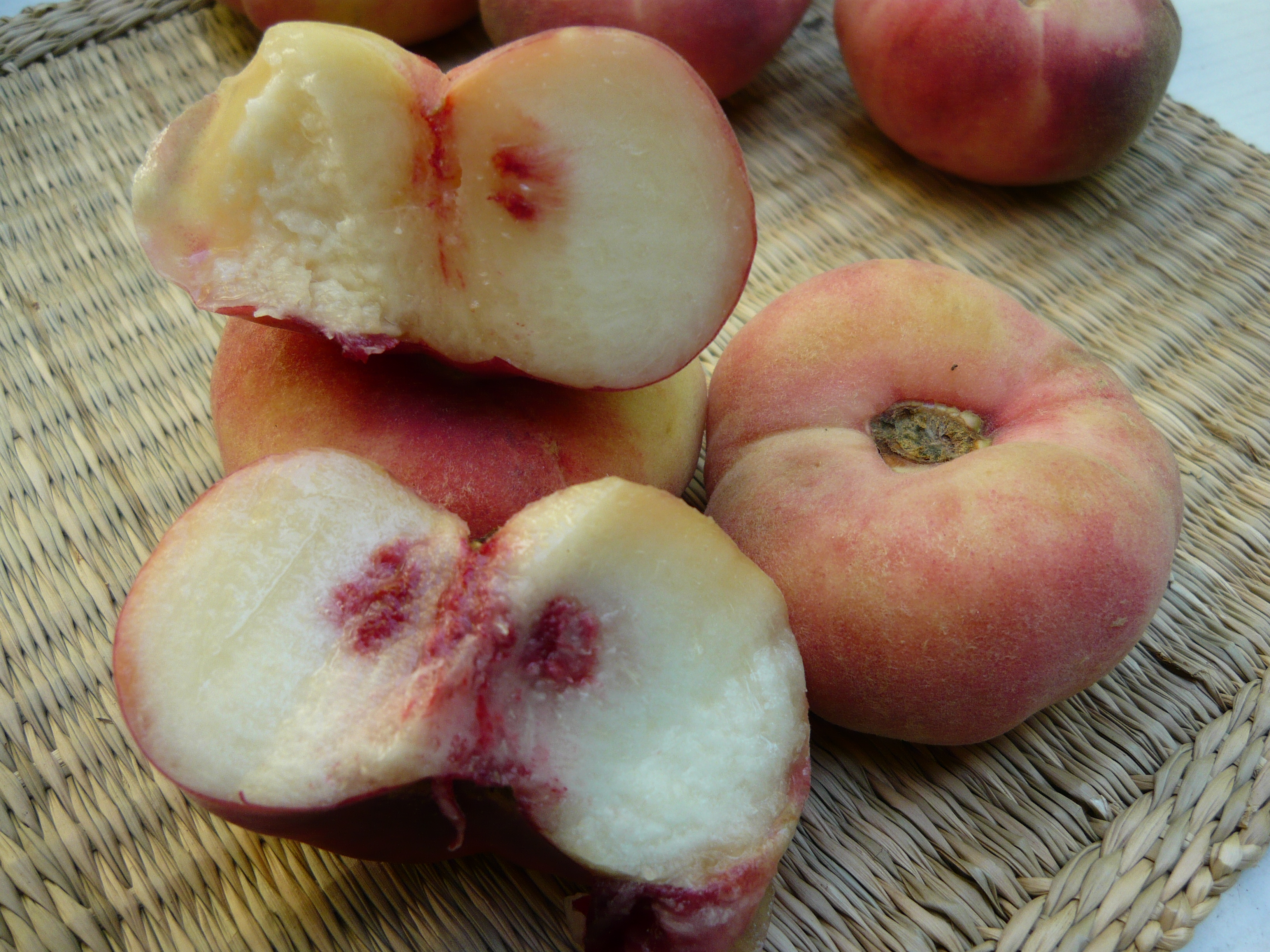
El interior del paraguayo